# 슈퍼농구리그
슈퍼농구리그(Super Basketball League, 超級籃球聯賽)는 흔히 SBL로 약칭되는 중화민국의 남자 세미 프로 농구 리그이다.

## 팀

### 타임라인
현재 팀 과거 팀